# Rajam Krishnan
Rajam Krishnan (Tamil ராஜம் கிருஷ்ணன்; * 1924 oder 1925 in Musiri, Distrikt Tiruchirappalli, Präsidentschaft Madras, Britisch-Indien; † 20. Oktober 2014) war eine tamilische indische feministische Schriftstellerin und Übersetzerin.

## Leben
Rajam Krishnan wurde in Musiri im Distrikt Tiruchirappalli der damaligen Präsidentschaft Madras geboren. Sie erhielt keine bedeutende formale Bildung und war weitgehend Autodidaktin.
In ihren zwanwiger Jahren begann sie zu schreiben. In ihren Romanen beschrieb sie Charaktere, die nur selten in der modernen tamilischen Literatur auftreten: arme Bauern, Salzpfannenarbeiter, kleine Kriminelle, Räuber, vor Gericht stehende Gefangene und weibliche Bauern. Insgesamt verfasste sie mehr als 80 Werke, darunter 40 Romane, 20 Theaterstücke, zwei Biografien und mehrere Kurzgeschichten. Zudem übersetzte sie Bücher aus dem Malayalam ins Tamil. Laut Susie J. Tharu und K. Lalita hat Rajam Krishnan „eine neue Richtung in der tamilischen Literatur“ gesetzt, indem sie in ihren Werken den sozialen Hintergrund der Charaktere untersuchte und beurteilte.
1973 wurde Rajam Krishnan mit dem Sahitya Akademi Award für Tamil für ihren Roman Verukku Neer ausgezeichnet. 2009 wurden ihre Werke durch die Regierung von Tamil Nadu mit einer Kompensation von 300,000 Rupien nationalisiert. Dies war eine Ausnahme, weil in der Regel in Tamil Nadu nur die Werke von toten Autoren nationalisiert werden.
In ihren letzten Lebensjahren wurde die verarmte Rajam Krishnan in ein Altenheim aufgenommen. Sie starb am 20. Oktober 2014.

## Werke (Auswahl)
- Uthara Kaandam – உத்தர காண்டம்
- Kurinji Then – குறிஞ்சித்தேன் (auch auf Kannada und Malayalam veröffentlicht)
- Valaikaram – வளைக்கரம்
- Verukku Neer – வேருக்கு நீர் (auch auf Kannada veröffentlicht)
- Malargal – மலர்கள்
- Mullum Malarndhadhu – முள்ளும் மலர்ந்தது
- Paadaiyil Padinda Adigal – பாதையில் பதிந்த அடிகள்
- Alaivaai Karayile – அலைவாய் கரையிலே
- Karippu Manigal – கரிப்பு மணிகள்
- Mannakattu puntulikal – மண்ணகத்துப் பூந்துளிகள்
- Sathiya Velvi – சத்திய வேள்வி
- Suzhalil Mithakkum Deepangal (1987)

## Auszeichnungen
- 1950: New York Herald Tribune International Award für Kurzgeschichte
- 1953: Kalaimagal-Preis
- 1973: Sahitya Akademi Award für Tamil für Verukku Neer
- 1958: Ananda Vikatan Novel Prize für Malargal
- 1975: Soviet Land Nehru Award für Vailaikkaram